# 2020 год в музыке

## Памятные даты

### Юбилеи музыкантов[1]

#### В память музыкантов
- 360 лет — Алессандро Скарлатти, дирижёр, композитор
- 310 лет — Джованни Перголези, композитор
- 310 лет — Томас Арн, композитор
- 260 лет — Клод Жозеф Руже Де Лиль, композитор, поэт
- 250 лет — Людвиг ван Бетховен, композитор, пианист, последний представитель «венской классической школы»
- 210 лет — Уле Булль, композитор, скрипач
- 210 лет — Фредерик Шопен, композитор, пианист
- 200 лет — Александр Серов, композитор, музыковед
- 180 лет — Пётр Чайковский, дирижёр, композитор, педагог
- 160 лет — Хуго Вольф, композитор
- 150 лет — Виктор Калинников, дирижёр, композитор
- 150 лет — Франц Легар, дирижёр, композитор
- 140 лет — Николай Метнер, композитор, педагог, пианист
- 120 лет — Исаак Дунаевский, дирижёр, композитор, народный артист РСФСР
- 120 лет — Курт Вайль, композитор
- 110 лет — Сэмюэл Барбер, композитор
- 100 лет — Михаил Меерович, композитор
- 100 лет — Юбер Жиро, композитор, поэт
- 100 лет — Рави Шанкар, композитор
- 100 лет — Дэйв Брубек, джазовый пианист, композитор
- 90 лет — Орнетт Коулман, джазовый саксофонист, композитор, трубач
- 90 лет — Жан Гийу, композитор, органист
- 80 лет — Джон Леннон, музыкант, певец, гитарист
- 80 лет — Аркадий Агабабов, композитор
- 75 лет — Боб Марли, певец, музыкант
- 75 лет — Лемми, музыкант, бас-гитарист, певец (Motorhead)
- 70 лет — Хуан Габриель, композитор, певец
- 70 лет — Натали Коул, джазовая певица
- 60 лет — Майкл Хатчинс, певец, музыкант (INXS)
- 60 лет — Александр Башлачёв, рок-музыкант
- 50 лет — Михей Джуманджи, музыкант

#### Отмечающие юбилейные даты
- 90 лет — Дитер Шнебель, композитор
- 80 лет — Том Джонс, певец
- 80 лет — Ринго Старр, музыкант, певец, ударник
- 80 лет — Джорджо Мородер, композитор
- 80 лет — Владимир Косма, дирижёр, композитор, музыкант, скрипач
- 80 лет — Давид Тухманов, композитор, Народный артист Российской Федерации
- 80 лет — Эдуард Ханок, композитор, музыкант, народный артист Беларуси
- 75 лет — Род Стюарт, певец
- 75 лет — Эрик Клэптон, певец, музыкант, гитарист
- 75 лет — Ричи Блэкмор, музыкант, гитарист (Deep Purple)
- 75 лет — Брайан Ферри, певец
- 70 лет — Надежда Бабкина, исполнительница русских народных песен, народная артистка Российской Федерации
- 70 лет — Александр Буйнов, композитор, певец, народный артист Российской Федерации
- 70 лет — Стиви Уандер, композитор, музыкант, певец
- 70 лет — Агнета Фальтског, певица (ABBA)
- 70 лет — Питер Гэбриэл, певец, музыкант
- 60 лет — Боно, певец, музыкант
- 60 лет — Стив Вай, музыкант, гитарист
- 60 лет — Сара Брайтман, оперная певица
- 60 лет — Игорь Матвиенко, композитор, продюсер
- 60 лет — Игорь Николаев, композитор, певец, поэт, продюсер, народный артист Российской Федерации
- 55 лет — Валерий Меладзе, певец, телеведущий, народный артист Российской Федерации
- 50 лет — Роман Рябцев, композитор, певец
- 50 лет — Дмитрий Маликов, композитор, певец, телеведущий, народный артист Российской Федерации
- 50 лет — Шура Би-2 (Александр Уман), композитор, музыкант, певец
- 50 лет — Ян Марти, композитор, музыкант, певец
- 50 лет — Мария Бурмака, певица, народная артистка Украины
- 50 лет — Ирина Билык, певица, композитор, народная артистка Украины
- 50 лет — Мерайя Кэри, певица
- 50 лет — Гленн Медейрос, певец
- 45 лет — Энрике Иглесиас, певец
- 40 лет — Кристина Агилера, певица
- 40 лет — Варя Демидова (Варвара Тимченко), автор и исполнительница собственных песен, композитор, певица
- 40 лет — Отто Нотман, композитор, певец
- 40 лет — Крис Конли, композитор, музыкант, певец
- 40 лет — Александр Коган, композитор, певец
- 40 лет — Анна Семенович, певица
- 30 лет — Рита Ора, певица
- 30 лет — Джеймс Маслоу — актёр, певец, автор песен, участник группы Big Time Rush и Кендалл Шмидт — актёр, певец, автор песен и участник групп Big Time Rush и Heffron Drive
- 30 лет — Сюмин, певец
- 30 лет — Лу Хань, певец, актёр и танцор
- 30 лет — Крис Ву, певец, рэпер и актёр
- 30 лет — Надя Дорофеева, Певица, актриса и модель
- 25 лет — Алина Гросу, певица
- 25 лет — Post Malone, рэпер
- 25 лет — Дуа Липа, певица
- 25 лет — Ким Джису, певица и актриса
- 25 лет — Ли Тхэён, певец и рэпер
- 25 лет — Jerry Heil, певица
- 20 лет — Lil Pump, рэпер
- 20 лет — Хван Йеджи, певица
- 20 лет — На Джемин, певец, рэпер и танцор
- 20 лет — Гречка, певица, музыкант

### Юбилеи коллективов
- 60 лет — The Beatles
- 50 лет — Queen, Aerosmith, Electric Light Orchestra
- 40 лет — Depeche Mode, R.E.M., Eurythmics, Manowar, ДДТ, Круиз, Рок-Ателье
- 30 лет — Take That, Ace of Base, Enigma, Технология, Дискотека Авария, Братья Карамазовы, Лесоповал, Плач Єремії

- 25 лет — N'Sync, Evanescence, System of a Down, Иванушки International, Блестящие
- 20 лет — ВиАгра, 5'Nizza, Сливки, Plazma, Гражданин Топинамбур
- 10 лет — Время и стекло, Kazaky, Спів Братів, Big Time Rush

## События
- 26 января — 62-я ежегодная церемония вручения наград «Грэмми».
- Первая отмена «Евровидения» за всю его историю из-за пандемии COVID-19.
- 26 июля — на День ВМФ России, Сергей Скачков и музыканты группы « Земляне» выступили с концертом на авиабазе «Хмеймим» перед российскими военнослужащими принимающими участие в военной операции вооружённых сил Российской Федерации в Сирии.[2][3]
- 29 ноября — «Детское Евровидение — 2020».

## Группы
| Образовавшиеся - Cignature - Neverlove - Галасы ЗМеста | Распавшиеся - X1 - Время и Стекло - MBAND - Open Kids | Воссоединившиеся - Maybeshewill - Wanna One - ПТП и NK - Саша и Сирожа - Kunteynir - Linkin Park - Кино - Непара |

## Сольные дебюты
- Uglystephan
- Scally Milano
- Slava Marlow

## Награды
|                         |
| Billboard Music Awards  |
|                         |
| MTV Video Music Awards  |
|                         |
| MTV Europe Music Awards |
|                         |
| 62-я церемония «Грэмми» |
|                         |

### Зал славы рок-н-ролла
Исполнители:
- Depeche Mode (Дэйв Гаан, Мартин Гор, Винс Кларк, Алан Уайлдер и Энди Флетчер)[4]
- The Doobie Brothers (Джефф Бакстер[англ.], Том Джонстон[англ.], Кит Кнудсен[англ.], Майкл Макдональд, Джон Макфи[англ.], Тайран Портер[англ.], Патрик Симмонс[англ.], Джон Хартман[англ.] и Майкл Хоссак)[5]
- Nine Inch Nails (Крис Вренна, Алессандро Кортини, Дэнни Лонер, Трент Резнор, Аттикус Росс, Илан Рубин и Робин Финк)[6]
- The Notorious B.I.G.[7]
- T. Rex (Марк Болан, Стив Карри[англ.], Билл Ледженд[англ.] и Микки Финн[англ.])[8]
- Уитни Хьюстон[9]

Неисполнители:
- Джон Ландау[10]
- Ирвинг Эйзофф[англ.][11]

Синглы:
- The Letter[англ.] (The Box Tops)
- Shotgun[англ.] (Junior Walker & the All Stars[англ.])
- Time Is on My Side[англ.] (Ирма Томас)
- Wild Thing (The Troggs)
- Wooly Bully[англ.] (Sam the Sham & the Pharaohs)

### Зал славы кантри
- Дин Диллон[англ.][13]
- Марти Стюарт[англ.][14]
- Хэнк Уильямс-младший[15]

## Песни

### США
Хиты № 1 в США (Список синглов № 1 в США в 2020 году (Billboard) #1 Hits)
- «The Box» — Roddy Ricch (11 недель)
- «Rockstar» — DaBaby feat. Roddy Ricch (7 недель)
- «Mood» — 24kGoldn feat. Iann Dior (6 недель)
- «Blinding Lights» — The Weeknd (4 недели)
- «WAP» — Cardi B feat. Meghan Thee Stallion (4 недели)
- «Dynamite» — BTS (3 недели)
- «All I Want for Christmas Is You» — Mariah Carey (2 недели)
- «Circles» — Post Malone (1 неделя)
- «Toosie Slide» — Drake (1 неделя)
- «The Scotts» — Travis Scott feat. Kid Cudi (1 неделя)
- «Say So» (remix) — Doja Cat feat. Nicki Minaj (1 неделя)
- «Stuck with U» — Ariana Grande & Justin Bieber (1 неделя)
- «Savage» (remix) — Meghan Thee Stallion feat. Beyonce (1 неделя)
- «Rain on Me» — Lady Gaga feat. Ariana Grande (1 неделя)
- «Trollz» — 6ix9ine feat. Nicki Minaj (1 неделя)
- «Cardigan» — Taylor Swift (1 неделя)
- «Watermelon Sugar» — Harry Styles (1 неделя)
- «Franchise» — Travis Scott feat. Young Thug & M.I.A. (1 неделя)
- «Savage Love (Laxed – Siren Beat)» — Jawsh 685 feat. Jason Derulo & BTS (1 неделя)
- «Positions» — Ariana Grande (1 неделя)
- «Life Goes On» — BTS (1 неделя)
- «Willow» — Taylor Swift (1 неделя)

### Великобритания
Хиты № 1 в Великобритании (UK Official Top 100 #1 Hits)
- «Blinding Lights» — The Weeknd (8 недель)
- «Rockstar» — DaBaby feat. Roddy Ricch (6 недель)
- «Head & Heart» — Joel Corry feat. MNEK (6 недель)
- «Positions» — Ariana Grande (6 недель)
- «Mood» — 24kGoldn feat. Iann Dior (4 недели)
- «Own It» — Stormzy feat. Ed Sheeran & Burna Boy (3 недели)
- «Savage Love (Laxed – Siren Beat)» — Jawsh 685 feat. Jason Derulo (3 недели)
- «WAP» — Cardi B feat. Meghan Thee Stallion (3 недели)
- «Roses» (Imanbek remix) — Saint Jhn (2 недели)
- «All I Want for Christmas Is You» — Mariah Carey (2 недели)
- «Before You Go» — Lewis Capaldi (1 неделя)
- «Godzilla» — Eminem feat. Juice WRLD (1 неделя)
- «No Time To Die» — Billie Eilish (1 неделя)
- «You'll Never Walk Alone» — Captain Tom Moore, Michael Ball & The NHS Voices Of Care Choir (1 неделя)
- «Times Like These (BBC Radio 1 Stay Home)» — Live Lounge Allstars (1 неделя)
- «Toosie Slide» — Drake (1 неделя)
- «Rain on Me» — Lady Gaga feat. Ariana Grande (1 неделя)
- «Lemonade» — Internet Money feat. Gunna & Don Toliver (1 неделя)
- «Don't Stop Me Eatin'» — LadBaby (1 неделя)

### Россия
Хиты № 1 в России (Radio TopHit All Media: Radio Top + YouTube + Spotify)
- «Юность» — Dabro (18 недель)
- «Uno» — Little Big (12 недель)
- «Любимка» — NILETTO (11 недель)
- «Краш» — Клава Кока & NILETTO (6 недель)
- «Hypnodancer» — Little Big (2 недели)
- «Cadillac» — Morgenshtern feat. Элджей (2 недели)
- «Cristal & MOЁТ» — Morgenshtern (1 неделя)

## Рейтинги
- Список альбомов № 1 в США в 2020 году (Billboard)
- Список синглов № 1 в США в 2020 году (Billboard)
- Список синглов № 1 в России в 2020 году (TopHit)

## Скончались

### Январь
- 1 января — Лекси Алиджай (21) — американская рэп-исполнительница[16]
- 3 января — Валерий Калистратов (77) — советский и российский хоровой дирижёр и композитор[17]
- 4 января — Геннадий Пискунов (80) — советский и российский оперный певец (бас)[18]
- 7 января — Нил Пирт (67) — канадский музыкант и автор песен, барабанщик группы Rush[19]
- 13 января — Штефан Петраке (70) — советский и молдавский певец, солист ВИА «Оризонт», «Поющие гитары» и «Норок»[20]
- 15 января
  - Максим Головин (46) — российский кинокомпозитор[21]
  - Юрий Димитрин (85) — советский и российский драматург, либреттист и писатель[22]
- 16 января — Барри Такуэлл (88) — австралийский валторнист и дирижёр[23]
- 17 января — Алексей Ольгин (88) — советский и эстонский поэт-песенник, писатель и поэт[24]
- 18 января — Дэвид Олни (71) — американский фолк-исполнитель, гитарист и автор песен[25]
- 24 января — Шон Рейнерт (48) — американский музыкант, барабанщик групп Cynic и Æon Spoke[26]
- 26 января — Боб Шейн (85) — американский певец и гитарист, один из основателей группы The Kingston Trio[27]
- 27 января — Гомар Сихарулидзе (77) — советский и грузинский композитор[28]
- 28 января — Отмар Мага (90) — немецкий дирижёр[29]
- 29 января — Альгимантас Бражинскас (82) — советский и литовский композитор[30]

### Февраль
- 1 февраля
  - Виктор Афанасьев (72) — советский и российский военный дирижёр и музыкальный педагог[31]
  - Энди Гилл (64) — британский рок-музыкант и продюсер, основатель и гитарист группы Gang of Four[32]
- 2 февраля — Иван Крал (71) — чешский и американский музыкант[33]
- 4 февраля — Лилиана Петрович (80/81) — югославская и сербская певица[34]
- 5 февраля — Александр Пономарёв (55) — советский и российский гитарист, басист и автор песен[35]
- 7 февраля — Неджмие Пагаруша (86) — югославская и косовская певица и актриса[36]
- 9 февраля
  - Сергей Слонимский (87) — советский и российский композитор, пианист и музыковед[37]
  - Мирелла Френи (84) — итальянская оперная певица (лирическое сопрано)[38]
  - Маргарета Халлин (88) — шведская оперная певица (колоратурное сопрано), композитор и актриса[39]
- 10 февраля — Мардж Редмонд (95) — американская актриса и певица[40]
- 12 февраля — Хэмиш Милн (80) — британский пианист и музыковед[41]
- 14 февраля
  - Рейнберт де Леу (81) — нидерландский дирижёр, пианист, композитор и музыкальный педагог[42]
  - Игорь Катаев (97) — советский, чешский и российский пианист и композитор[43]
- 15 февраля — Ирина Чмыхова (89) — болгарская певица и музыкальный педагог[44]
- 16 февраля — Перл Карр (96) — британская певица[45]
- 17 февраля
  - Исамудин Ахмедов (63) — советский и российский гармонист и музыкальный деятель[46]
  - Эндрю Уэзеролл (56) — британский диджей, автор песен и продюсер[47]
- 19 февраля — Pop Smoke (20) — американский рэпер и автор песен[48]
- 21 февраля — Ян ван ден Берг (90) — нидерландский органист[49]
- 23 февраля — Анатолий Капустин (81) — советский и украинский оперный певец (тенор)[50]
- 25 февраля — Ирина Бочкова (81) — советская и российская скрипачка и музыкальный педагог[51]
- 26 февраля — Сергей Доренский (88) — советский и российский пианист и музыкальный педагог[52]
- 28 февраля — Нина Кокорева (62) — советская и российская поэтесса-песенница[53]

### Март
- 1 марта — Мария Антонова (93) — советская и российская мордовская певица[54]
- 6 марта
  - Маккой Тайнер (81) — американский джазовый пианист[55]
  - Ирина Шикунова (79) — советская и белорусская оперная певица (лирическое сопрано) и музыкальный педагог[56]
- 8 марта — Григорий Концур (78) — советский и российский оперный певец (бас) и педагог[57]
- 9 марта
  - Кит Олсен (74) — американский продюсер и звукорежиссёр[58]
  - Валентина Савицкая (92) — советская и молдавская оперная певица (сопрано)[59]
- 11 марта — Чарльз Вуоринен (81) — американский композитор[60]
- 13 марта — Ренат Еникеев (82) — советский и российский композитор[61]
- 14 марта — Дженезис Пи-Орридж (70) — британский певец, музыкант и автор песен, басист и вокалист группы Throbbing Gristle[62]
- 15 марта — Сюзи Делер (102) — французская актриса и певица[63]
- 16 марта
  - Леонид Мельников (63) — советский и российский валторнист и музыкальный педагог[64]
  - Константин Рябинов (55) — советский и российский музыкант, основатель и гитарист группы «Гражданская оборона»[65]
- 19 марта — Аурлус Мабеле (66) — конголезский и французский певец и композитор[66]
- 20 марта
  - Станислав Гаудасинский (83) — советский и российский оперный режиссёр[67]
  - Кенни Роджерс (81) — американский кантри-певец и музыкант[68]
- 21 марта — Василий Кан (59) — советский и российский трубач, дирижёр и музыкальный педагог[69]
- 22 марта — Николай Боярчиков (84) — советский и российский артист балета и балетмейстер[70]
- 24 марта
  - Ману Дибанго (86) — камерунский саксофонист и вибрафонист[71]
  - Терренс Макнелли (81) — американский драматург, либреттист и сценарист[72]
  - Вольфганг Маршнер (93) — немецкий скрипач, альтист, композитор и музыкальный педагог[73]
  - Анатолий Мокренко (87) — советский и украинский оперный певец (баритон) и актёр[74]
  - Уильям Рифлин (59) — американский музыкант-мультиинструменталист[75]
  - Эдвард Тарр (83) — американский трубач и музыковед[76]
- 25 марта — Детто Мариано (82) — итальянский композитор, аранжировщик, поэт-песенник и пианист[77]
- 26 марта — Наоми Мунаката (64) — бразильский хоровой дирижёр и педагог японского происхождения[78]
- 27 марта — Рауф Бабаев (82) — советский и азербайджанский эстрадный певец, солист вокального квартета «Гая»[79]
- 29 марта
  - Джо Диффи (61) — американский кантри-певец и автор-исполнитель[80]
  - Кшиштоф Пендерецкий (86) — польский композитор, дирижёр и педагог[81]
- 30 марта
  - Дон Кэмпбелл (69) — американский танцор и хореограф[82]
  - Билл Уизерс (81) — американский певец, музыкант и автор песен[83]
- 31 марта — Золтан Пешко (83) — венгерский дирижёр и композитор[84]

### Апрель
- 1 апреля
  - Баки Пиццарелли (94) — американский джазовый гитарист[85]
  - Адам Шлезингер (52) — американский певец, музыкант и автор песен, основатель, клавишник и басист группы Fountains of Wayne[86]
- 2 апреля — Клаудио Спис (95) — американский композитор чилийского происхождения[87]
- 6 апреля — М. К. Арджунан (84) — индийский кинокомпозитор[88]
- 7 апреля — Джон Прайн (73) — американский певец, гитарист и автор песен[89]
- 8 апреля — Гленн Фредли (44) — индонезийский певец, автор песен и актёр[90]
- 9 апреля
  - Сергей Комаров (69) — советский и российский аккордеонист[91]
  - Дмитрий Смирнов (71) — советский и британский композитор[92]
  - Ксения Триполитова (104) — французская балерина русского происхождения[93]
- 13 апреля — Рё Кавасаки (73) — японский гитарист и композитор[94]
- 15 апреля — Ли Кониц (92) — американский джазовый саксофонист и композитор[95]
- 16 апреля
  - Пётр Карпов (72) — советский и российский артист оперетты[96]
  - Анатолий Киселёв (72) — советский и российский композитор, аранжировщик и музыкант[97]
  - Кристоф (74) — французский певец, музыкант и автор песен[98]
  - Ян Талих (74) — чехословацкий и чешский альтист[99]
- 17 апреля — Сталина Азаматова (80) — советская и таджикская балерина, киноактриса и балетмейстер[100]
- 18 апреля
  - Людмила Ваверко (92) — советский и молдавский музыкальный педагог[101]
  - Николай Сухоручкин (62) — советский и российский танцовщик[102]
- 19 апреля — Александр Вустин (76) — советский и российский композитор[103]
- 21 апреля
  - Вадим Морозов (61) — советский и российский художник, музыкант и изобретатель[104]
  - Флориан Шнайдер (73) — немецкий музыкант, основатель и вокалист группы Kraftwerk[105]
- 22 апреля — Виктор Гурьев (93) — советский и белорусский оперный певец (тенор)[106]
- 25 апреля — Витаутас Баркаускас (89) — советский и литовский композитор и музыкальный педагог[107]
- 27 апреля — Линн Харрелл (76) — американский виолончелист[108]
- 28 апреля — Бобби Льюис (95) — американский певец и пианист[109]
- 29 апреля
  - Джон Лафия (63) — американский сценарист, режиссёр, продюсер и музыкант[110]
  - Мартин Ловетт (93) — британский виолончелист и музыкальный педагог[111]
- 30 апреля
  - Нина Кирсо (56) — советская и украинская певица, солистка группы «Фристайл»[112]
  - Сэм Ллойд (56) — американский актёр и музыкант, участник группы The Blanks[113]

### Май
- 3 мая
  - Дэйв Гринфилд (71) — британский рок-музыкант, клавишник группы The Stranglers[114]
  - Кэди Гроувз (30) — американская певица и автор песен[115]
- 4 мая
  - Майкл Макклур (87) — американский писатель, поэт, драматург и автор песен[116]
  - Лорн Манроу (95) — американский виолончелист[117]
  - Джин Эрдман (104) — американская танцовщица, хореограф и театральный режиссёр[118]
- 5 мая
  - Вадим Венедиктов (82) — советский и российский дирижёр и музыкальный педагог[119]
  - Милли Смолл (73) — ямайская певица[120]
- 6 мая
  - Брайан Хоу[англ.] (66) — британский певец и автор песен, вокалист группы Bad Company[121]
  - Игорь Шаповалов (74) — советский и российский артист балета, балетмейстер, хореограф, режиссёр и педагог[122]
- 9 мая — Литл Ричард (87) — американский певец, пианист и композитор[123]
- 13 мая
  - Габриэль Бакье (95) — французский оперный певец (баритон)[124]
  - Гульнар Даукенова (58) — советская и казахская певица, композитор и кюйши[125]
  - Дерек Лоуренс (78) — британский музыкальный продюсер[126]
- 14 мая — Анджело Ло Форезе (100) — итальянский оперный певец (тенор)[127]
- 15 мая — Эцио Боссо (48) — итальянский пианист, композитор и дирижёр[128]
- 17 мая — Лаки Питерсон (55) — американский певец, музыкант и автор песен[129]
- 18 мая — Пётр Вандиловский (65) — советский и белорусский дирижёр и музыкальный педагог[130]
- 22 мая
  - Мори Канте (70) — гвинейский и малийский исполнитель на коре и певец[131]
  - Галина Турчанинова (90) — советская и российская скрипачка и музыкальный педагог[132]
- 23 мая — Купер (43) — российский рэпер, участник группы Bad Balance[133]
- 24 мая
  - Джимми Кобб (91) — американский джазовый барабанщик[134]
  - Эл Рекс[англ.] (91) — американский музыкант, басист группы Bill Haley & His Comets[135]
- 30 мая — Мади Меспле (89) — французская оперная певица (колоратурное сопрано)[136]

### Июнь
- 1 июня — Мирослав Скорик (81) — советский и украинский композитор и музыковед[137]
- 4 июня
  - Марчелло Аббадо (93) — итальянский пианист и композитор[138]
  - Борис Данилов (90) — советский и российский балетмейстер[139]
  - Стив Прист (72) — британский музыкант, бас-гитарист и вокалист группы Sweet[140]
- 6 июня — Аллан Эванс (64) — американский музыковед и музыкальный продюсер[141]
- 8 июня
  - Эдуард Абдуллин (79) — советский и российский методолог, хормейстер и педагог[142]
  - Бонни Пойнтер[англ.] (69) — американская певица, вокалистка группы The Pointer Sisters[143]
- 9 июня — Пол Чэпмен[англ.] (66) — валлийский рок-музыкант, гитарист группы UFO[144]
- 10 июня — Таир Гатауов (35) — казахстанский артист балета[145]
- 11 июня — Теймур Мустафаев (81) — советский и азербайджанский певец[146]
- 14 июня
  - Клод Самюэль (88) — французский музыковед[147]
  - Кит Типпетт (72) — британский джазовый пианист и композитор[148]
- 18 июня
  - Павел Ермоленко (68) — советский и украинский оперный певец (баритон)
  - Вера Линн (103) — британская певица[149]
  - Жорж Октор (97) — бельгийский скрипач и дирижёр[150]
- 19 июня — Галли Матросова (97) — советская и российская альтистка и музыкальный педагог[151]
- 20 июня — Олег Парастаев (61) — советский и российский рок-музыкант и автор песен, клавишник группы «Альянс»[152]
- 23 июня
  - Геновайте Сабаляускайте (97) — советская и литовская балерина, балетмейстер, хореограф и балетный педагог[153]
  - Николай Фадеечев (87) — советский и российский артист балета и балетный педагог[154]
- 25 июня — Борис Дубровин (94) — советский и российский поэт-песенник и писатель[155]
- 27 июня — Марк Гурман (82) — советский и латвийский хореограф и артист балета[156]
- 28 июня — Сергей Яковенко (82) — советский и российский певец (баритон) и педагог[157]
- 29 июня — Джонни Мэндел (94) — американский аранжировщик и кинокомпозитор[158]
- 30 июня
  - Ида Гендель (91) — британская скрипачка польского происхождения[159]
  - Людвиг Финшер (90) — немецкий музыковед[160]

### Июль
- 2 июля — Николай Капустин (82) — советский и российский композитор и джазовый пианист[161]
- 3 июля
  - Жалгас Кенесов (61) — советский и казахстанский композитор[162]
  - Сародж Хан (71) — индийская танцовщица и хореограф[163]
- 5 июля — Ник Кордеро (41) — канадский актёр и рок-музыкант[164]
- 6 июля
  - Александр Дармастук (74) — советский и российский хоровой дирижёр[165]
  - Чарли Дэниелс (83) — американский кантри-певец и музыкант[166]
  - Эннио Морриконе (91) — итальянский композитор, аранжировщик и дирижёр[167]
- 8 июля — Ная Ривера (33) — американская актриса и певица[168]
- 9 июля — Кенес Дуйсекеев (74) — советский и казахстанский композитор[169]
- 12 июля — Murda Killa (27) — российский рэпер[170]
- 17 июля — Зизи Жанмер (96) — французская балерина[171]
- 19 июля — Евгений Родыгин (95) — советский и российский композитор[172]
- 21 июля — Бока (71) — советский, армянский и американский певец и автор-исполнитель[173]
- 24 июля — Амала Шанкар (101) — индийская танцовщица и актриса[174]
- 25 июля
  - Питер Грин (73) — британский певец и музыкант, основатель и гитарист группы Fleetwood Mac[175]
  - Энди Картрайт (29) — украинский и российский хип-хоп-исполнитель[176]
  - Бернард Ладыш (98) — польский оперный певец (бас) и актёр[177]
- 28 июля — Бент Фабрисиус-Бьерре (95) — датский пианист и композитор[178]

### Август
- 2 августа — Леон Флейшер (92) — американский пианист, дирижёр и музыкальный педагог[179]
- 3 августа — Геннадий Ледях (92) — советский и российский артист балета, балетмейстер и балетный педагог[180]
- 5 августа — Агафонас Яковидис (65) — греческий певец и музыкант[181]
- 7 августа — Эрих Грюнберг (95) — британский скрипач австрийского происхождения[182]
- 9 августа — Мартин Бёрч (71) — британский музыкальный продюсер[183]
- 11 августа — Трини Лопес (83) — американский певец, гитарист и актёр[184]
- 13 августа — Гулназар Келди (74) — советский и таджикский поэт и журналист, автор текста гимна Таджикистана[185]
- 14 августа
  - Джулиан Брим (87) ― британский классический гитарист и лютнист[186]
  - Эва Демарчик (79) — польская певица[187]
  - Валентина Легкоступова (54) — советская и российская эстрадная певица
- 17 августа — Пандит Джасрадж (90) — индийский певец
- 18 августа
  - Борис Пургалин (84) — советский и российский сценарист и поэт-песенник
  - Джек Шерман (64) — американский рок-музыкант, гитарист группы Red Hot Chili Peppers
- 19 августа — Пурэвжавын Хаянхярваа (85) — монгольский композитор
- 20 августа — Георгий Минасов (87) — советский и армянский дудукист, педагог и изобретатель музыкальных инструментов
- 22 августа
  - Анатолий Пономаренко (75) — советский и российский оперный певец (баритон)
  - Улла Пиа (75) — датская певица и актриса
- 25 августа
  - Кора Канне-Мейер (91) — нидерландская оперная певица (меццо-сопрано) и музыкальный педагог
  - Владимир Никонов (82) — советский и российский артист балета и балетный педагог
- 29 августа
  - Анатолий Паутов (76) — советский и российский трубач, дирижёр и педагог
  - Михаил Шестаков (61) — советский и российский скрипач и концертмейстер

### Сентябрь
- 1 сентября — Эрик Морилло (49) — американский и колумбийский диджей, продюсер и музыкант
- 4 сентября
  - Анни Корди (92) — бельгийская певица и актриса
  - Люсиль Старр (82) — канадская кантри-певица и музыкант
- 6 сентября
  - Станислав Легков (83) — советский и российский хоровой дирижёр
  - С. Мохиндер (94) — индийский кинокомпозитор
- 11 сентября — Тутс Хибберт (77) — ямайский певец, гитарист и автор песен, лидер группы Toots and the Maytals
- 14 сентября — Хамдуна Тимергалиева (71) — советская и российская певица
- 15 сентября — Ян Кренц (94) — польский композитор и дирижёр
- 19 сентября — Ли Керслейк (73) — британский рок-музыкант, барабанщик группы Uriah Heep
- 21 сентября — Томми Девито[англ.] (92) — американский певец и музыкант, основатель, вокалист и гитарист группы The Four Seasons
- 23 сентября — Жюльетт Греко (93) — французская актриса и певица
- 24 сентября — Вячеслав Войнаровский (74) — советский и российский оперный певец (тенор) и актёр
- 25 сентября — С. П. Баласубраманьям (74) — индийский закадровый исполнитель, композитор, актёр и продюсер
- 26 сентября — Моше Эфрати (86) — израильский танцовщик и хореограф
- 28 сентября — Фредерик Девресе (91) — бельгийский композитор и дирижёр нидерландского происхождения
- 29 сентября — Хелен Редди (78) — австралийская и американская певица и автор песен

### Октябрь
- 2 октября — Александр Кальянов (73) — советский и российский звукорежиссёр, эстрадный певец, киноактёр, композитор, аранжировщик, продюсер и телеведущий
- 3 октября — Карел Фиала (95) — чешский оперный певец (тенор) и киноактёр
- 6 октября
  - Эдди Ван Хален (65) — американский рок-музыкант нидерландского происхождения, гитарист группы Van Halen
  - Ив Рене Жан Жерар (88) — французский музыковед
  - Джонни Нэш (80) — американский певец и музыкант
  - Владислав Пьявко (79) — советский и российский оперный певец (лирико-драматический тенор), актёр и педагог
- 7 октября
  - Александр Алексеев (82) — советский и российский дирижёр
  - Жан Мартен (92) — французский пианист и педагог
- 8 октября — Мухаммед Реза Шаджарян (80) — иранский певец и композитор
- 11 октября
  - Боро Дрляча (79) — югославский, боснийский и сербский фолк-певец
  - Юрий Ханжов (59) — советский и российский музыкальный педагог
- 12 октября — Кястутис Антанелис (69) — советский и литовский композитор, архитектор и художник
- 14 октября
  - Дмитрий Данин (70) — советский и российский музыкант, певец, композитор и аранжировщик
  - Ронда Флеминг (97) — американская актриса и певица
- 16 октября — Гордон Хаскелл (74) — британский музыкант, басист и вокалист группы King Crimson
- 17 октября — Тосинори Кондо (71) — японский джазовый трубач
- 18 октября — Хосе Падилья (64) — испанский диджей и продюсер
- 19 октября — Вацловас Даунорас (83) — советский и литовский оперный певец (бас) и педагог
- 20 октября — Валерий Топорков (72) — советский и российский эстрадный певец
- 21 октября
  - Виола Смит (107) — американская джазовая барабанщица
  - Мардж Чэмпион (101) — американская актриса, танцовщица и хореограф
- 28 октября — Михаил Кане (77) — советский и российский автор-исполнитель
- 29 октября — Геннадий Селюцкий (83) — советский и российский артист балета и балетный педагог
- 30 октября
  - Гумер Абдульманов (90) — советский и российский певец
  - Александр Ведерников (56) — советский и российский дирижёр
  - Владимир Коваленко (81) — советский и российский дирижёр и музыкальный педагог
- 31 октября — MF Doom (49) — британский и американский рэпер и продюсер

### Ноябрь
- 2 ноября
  - Виталий Максимов (79) — советский и российский виолончелист, дирижёр и музыкальный педагог
  - Джиджи Пройетти (80) — итальянский актёр и певец
  - Владимир Рожок (74) — советский и украинский музыкальный педагог и хоровой дирижёр
- 4 ноября — Кен Хенсли (75) — британский рок-музыкант, клавишник, гитарист и вокалист группы Uriah Heep
- 6 ноября
  - King Von (26) — американский рэпер
  - Тимур Сельчук (74) — турецкий певец, пианист, дирижёр и композитор
- 8 ноября — Оскар Бентон (71) — нидерландский музыкант и композитор
- 9 ноября
  - Михаил Дриневский (79) — советский и белорусский дирижёр
  - Мери Лебензон (89) — советская и российская пианистка и педагог
- 17 ноября
  - Владимир Лебедев (73) — советский и российский тромбонист, композитор и аранжировщик
  - Габриэль Хмура (74) — израильский дирижёр польского происхождения
- 18 ноября — Мария Байко (89) — советская и украинская певица (меццо-сопрано), участница трио сестёр Байко
- 19 ноября
  - Юрий Балашов (65) — советский, американский и российский художник и музыкант
  - Ярослав Сех (90) — советский и российский артист балета, педагог и балетмейстер
  - Владимир Терешков (81) — советский и российский оперный певец и музыкальный педагог
  - Евгений Шейко (58) — советский и российский дирижёр и музыкальный педагог
- 21 ноября — Тамаш Михай (73) — венгерский рок-музыкант и автор песен, бас-гитарист группы Omega
- 24 ноября
  - Дмитрий Петрович (49) — советский и белорусский писатель, поэт и композитор
  - Пенчо Стоянов (89) — болгарский композитор, музыкальный теоретик и педагог
- 27 ноября — Анатолий Нименский (70) — советский и российский композитор
- 28 ноября — Кирилл Партыка (67) — советский и российский писатель, поэт, журналист, автор песен и рок-музыкант

### Декабрь
- 3 декабря
  - Андре Ганьон (84) — канадский композитор, пианист, дирижёр и аранжировщик
  - Владимир Губа (81) — советский и украинский композитор
- 6 декабря
  - Клаус Овчарек (81) — австрийский оперный певец (тенор) и актёр
  - Галина Поливанова (91) — советская и украинская певица (сопрано)
- 7 декабря — Вадим Петров (88) — чешский композитор, пианист и музыкальный педагог
- 8 декабря
  - Нина Герасимова-Персидская (92) — советский и украинский музыковед и культуролог
  - Темур Кевхишвили (80) — советский и грузинский хормейстер
  - Владимир Полубоярцев (70) — советский и украинский театральный актёр, режиссёр и опереттный певец (баритон)
- 11 декабря — Александр Столяров (75) — советский и российский певец, солист Ансамбля песни и пляски Тихоокеанского флота
- 12 декабря
  - Александр Жилинский (65) — советский и украинский композитор, актёр и певец
  - Чарли Прайд (86) — американский кантри-музыкант, автор-исполнитель и гитарист
  - Энн Райнкинг (71) — американская танцовщица, хореограф и актриса
- 13 декабря — Андрей Сапунов (64) — советский и российский певец и музыкант, вокалист, гитарист и басист группы «Воскресение»
- 14 декабря
  - Свен Гундлах (61) — советский и российский художник, поэт и музыкант, один из основателей арт-группы «Мухоморы»
  - Виктор Кузнецов (83) — советский и российский домрист
- 16 декабря — Реваз Тавадзе (83) — советский и грузинский пианист и музыкальный педагог
- 18 декабря — Николай Брятко (90) — советский и российский оперный певец (бас) и музыкальный педагог
- 19 декабря — Пелле Альсинг (60) — шведский музыкант, барабанщик группы Roxette
- 20 декабря
  - Энрике Креспо (79) ― уругвайский и немецкий тромбонист, композитор и аранжировщик
  - Фанни Уотермен (100) — британская пианистка и музыкальный педагог
- 21 декабря — Виктор Зима (79) — советский и российский тромбонист и музыкальный педагог
- 23 декабря
  - Рика Зарай (82) — израильская и французская певица
  - Лесли Уэст (75) — американский гитарист, автор песен и певец, один из основателей группы Mountain
- 24 декабря
  - Лоренс Блинов (84) — советский и российский композитор, философ и поэт
  - Иври Гитлис (98) — израильский скрипач
- 25 декабря
  - Яан Ряэтс (88) — советский и эстонский композитор и музыкальный педагог
  - Майкл Элиг (54) — американский клубный промоутер и музыкант
- 28 декабря
  - Владимир Ефименко (67) — советский и российский эстрадный певец и исполнитель, солист ВИА «Лейся, песня»
  - Армандо Мансанеро (85) — мексиканский пианист и композитор
- 29 декабря
  - Клод Боллинг (90) — французский джазовый пианист, композитор и аранжировщик
  - Алекси Лайхо (41) — финский певец и музыкант, основатель, вокалист и гитарист группы Children of Bodom
  - Шабба-Ду (65) — американский танцор, хореограф и актёр